# Ozola minor
Ozola minor là một loài bướm đêm trong họ Geometridae.